# Inka-Terrasse

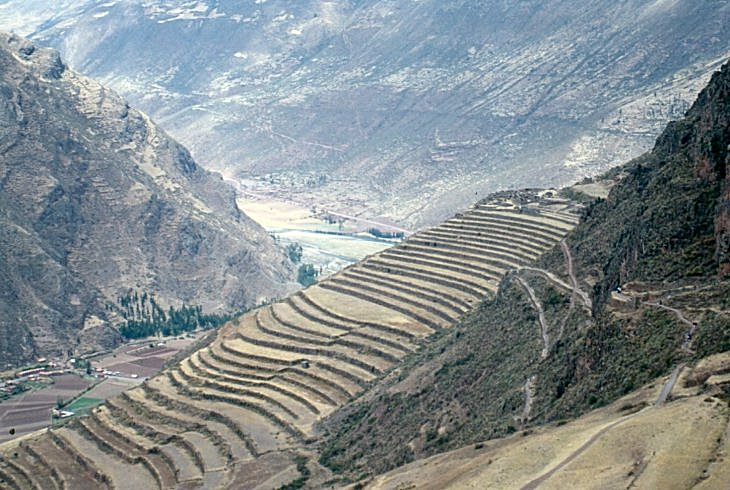
Inka-Terrassen bei Pisac

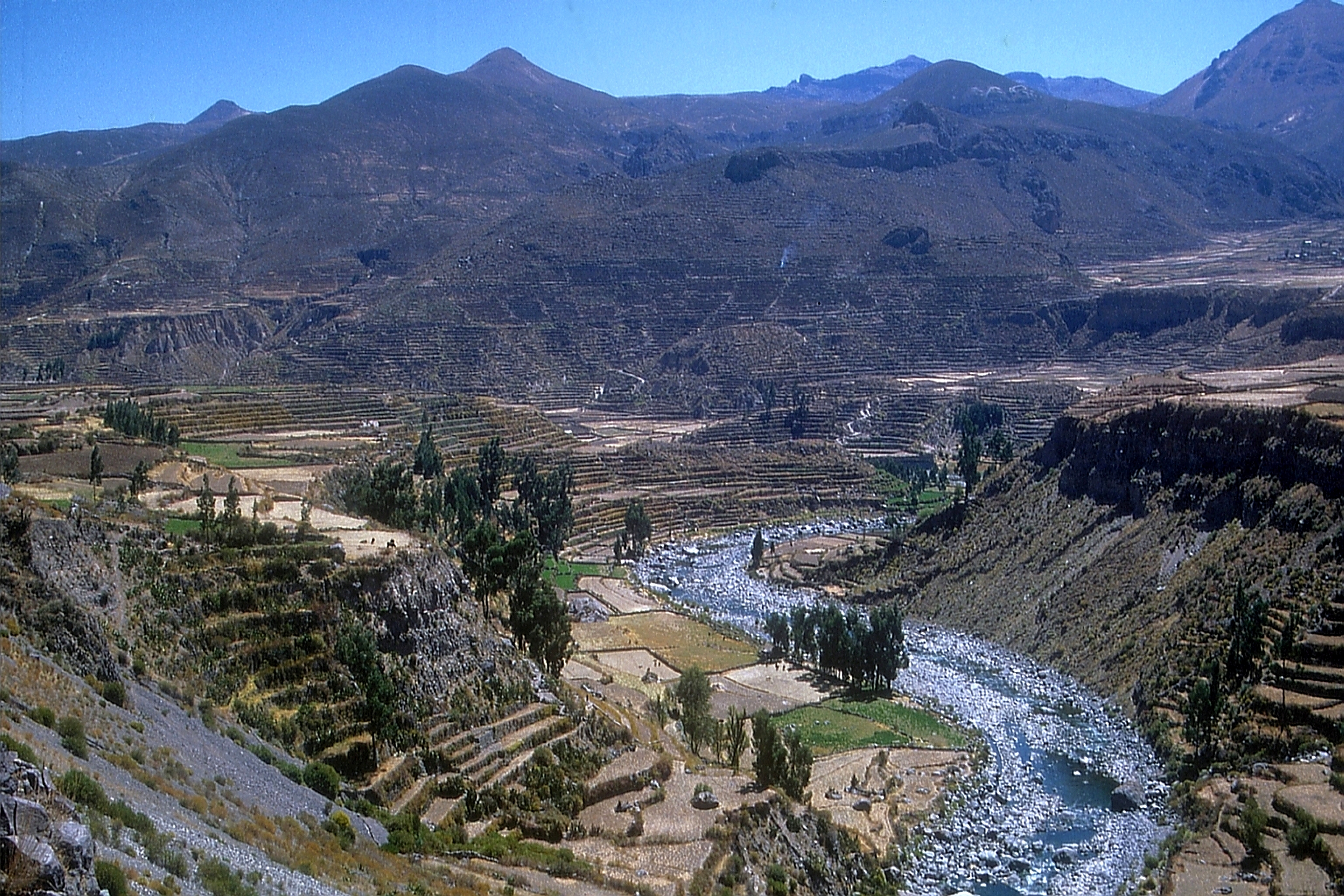
Terrassen im Colca Cañon

Die Inka-Terrassen sind stufenartig, in Terrassen bebaute Hänge, die von den Inka geschaffen wurden, um mehr Feldfrüchte anbauen zu können und damit Hungersnöten vorzubeugen und eine größere Anzahl von Menschen mit Lebensmitteln zu versorgen. Auf den Terrassen wurden Mais, Kartoffeln, Quinoa, Amarant, Kürbis, Tomaten, Erdnüsse und Paprika angebaut. Die Bewässerung erfolgte durch Kanäle.
Der erste Inka-Herrscher, der den Bau von Inka-Terrassen anordnete, soll Sinchi Roca gewesen sein, allerdings kann erst von Pachacútec Yupanqui (dem neunten Inka) sicher gesagt werden, dass er die Terrassen in größerem Maße anlegen ließ.